# Can Vendrell (Begues)
Can Vendrell és una masia al nucli de Begues (al Baix Llobregat). Hi ha referències històriques de l'edifici a partir dels segles xvi i xvii. Sempre ha estat l'habitatge dels masovers d'uns grans terratinents de Begues, que a principis del segle xx van fer donació de la casa pairal i altres propietats a la comunitat Pare Manyanet que hi ha al municipi.
Es tracta d'un habitatge unifamiliar aïllat, amb planta baixa, pis i golfes. És de planta basilical, estructurada en tres naus a la planta i al pis, la part central més elevada correspon a les golfes. És de composició simètrica i ordenada a partir de les obertures de planta baixa. L'accés principal té arc carpanell i, a nivell, la resta de buits de la façana, amb llinda d'una sola peça en tots ells. La coberta és a dues vessants i dos nivells de teula àrab.
L'edifici té paredat comú a totes les façanes i a la sud està acabat amb arrebossat. L'interior de la masia presenta bigues de fusta llargues i gruixudes, rajoles de fang cuit, distribució de dependències típiques en aquests edificis. També presenta obra de fusta.